# Marvel Zombies (комиксы)
Marvel Zombies — метасерия комиксов, опубликованная Marvel Comics. В серии представлены зомби-версии супергероев и суперзлодеев вселенной Marvel, которые были изображены как протагонисты и антагонисты в различных ограниченных сериях метасерии.

## История публикации
Серия началась с двух сюжетных арок Ultimate Fantastic Four: «Crossover» и «Frightful» — от Марка Миллара и Грега Лэнда. Потом вышла ограниченная серия Marvel Zombies от Роберта Киркмана и Шона Филлипса, которые также создали приквел Marvel Zombies: Dead Days и продолжение Marvel Zombies 2.
Автором Marvel Zombies vs. The Army of Darkness, кроссовера к Army of Darkness, выступил Джон Лейман, художниками — Фабиано Невес, Фернандо Бланко и Шон Филлипс.
С серии Marvel Zombies 3 Киркман и Филлипс были заменены Фредом Ван Ленте и Кевом Уокером. Команда также создала серию Marvel Zombies 4. Затем Ван Ленте остался, чтобы написать первый и последний выпуски Marvel Zombies Return. Начиная с Marvel Zombies 5 он присоединился к Kano.
Marvel Zombies Supreme была запущена в 2011 году. Действие происходит на Земле-712, вселенной Squadron Supreme. Новая команда состояла из Фрэнка Марраффино и художника Фернандо Бланко. Потом вышла серия Marvel Zombies Destroy!, действие которой происходит в измерении, где нацистские зомби выиграли войну. Автором изначально выступил Фрэнк Марраффино, художником — Мирко Пьерфедеричи, но из-за проблем со здоровьем Марраффино передал свои обязанности Питеру Дэвиду.

## Инфекция
Конечный источник инфекции неизвестен. Хотя парадоксальный цикл отвечает за его существование во вселенных, наблюдаемых в сериях Marvel Zombies и Marvel Zombies Return, показано, что в нескольких вселенных есть свои изолированные вспышки, которые не достигли катастрофических уровней, наблюдаемых в других сериях. Как показано в серии Marvel Zombies 5, некоторые из этих вселенных имеют уникальные вариации, отличные от установленного вируса. Любая связь между общей версией, показанной в первых четырёх сериях, и серии Marvel Zombies Return и изолированными, альтернативными версиями, которые можно увидеть в серии Marvel Zombies 5 неизвестна. В серии Marvel Zombies Supreme зомбированные Squadron Supreme создаются, когда учёные прививают ДНК оригинальной команды к человеческим трупам и зажигают их космической радиацией. Эти зомби, похоже, заражены болезнью, идентичной той, которую можно увидеть в серии Marvel Zombies, трёх продолжениях и Marvel Zombies Return, хотя то, что это говорит о происхождении вируса, видимом в этих сериях, неизвестно.
Несмотря на это, наиболее частой версией является вирус, который можно увидеть в первых нескольких сериях Marvel Zombies. Заражение проходит через укус от заражённого существа. Инфицированный, по-видимому, мёртв или, по крайней мере, разлагается, но сохраняет свой интеллект, личность и способности, без факторов исцеления; следует отметить, что вирус изначально содержался в Северной Америке, но смог распространиться по всему миру, когда Ртуть был инфицирован. Сохранив свои способности, он мчался по всему миру и распространил инфекцию на иностранных героев, таких как Капитан Британия, Красный Страж, Серебряный Самурай и Ка-Зар. Болезнь вызывает сильный голод у хозяина, который можно утолить только поеданием плоти живых; плоть других заражённых вредит им и вызывает у них боль. Голод влияет на самоконтроль инфицированного; чем больше они голодны, тем менее рациональными и умными они становятся. После того, как личности зомби снова появляются, гуманные и нравственные личности (такие как Человек-паук) часто чувствуют большую вину в этот момент, другие (такие как Хэнк Пим или Рид Ричардс), по-видимому, принимают инфекцию и стремятся распространить инфекцию на другие вселенные.
Заболевание, по-видимому, почти на 100% инфекционное, страдают даже Росомаха, Халк и Дэдпул, обычно очень устойчивые или невосприимчивые к большинству заболеваний. Однако, как отметил Человек-паук, те, у кого есть любой вид ускоренного исцеления, похоже, могут избежать превращения дольше, чем другие, хотя в конечном итоге болезнь их побеждает. Также показано, что болезнь превращает богов Асгарда и Олимпа, а также носителей Силы Феникса, поскольку члены нескольких древних пантеонов Земли, такие как Тор, Геркулес и Амора, вместе с Джин Грей, показаны среди зомби. Возможно, единственный иммунитет достаётся зомби, созданным вуду, таким как Саймон Гарт, и неорганическим механическим существам, таким как Джокаста, Альтрон и Человек-машина, которые, по-видимому, не могут быть затронуты вирусом зомби из-за некоторых мистических изменений в физиологии (например, в случае Джека Рассела, от его человеческого облика до оборотня), хотя и не могут избавиться от инфекции, способны удержать её и её последствия в страхе в течение некоторого времени, Уату и Наблюдатели невосприимчивы к вирусу. Водолей, усиленный энергиями Космического куба, способен, через интенсивную спящую медитацию в энергетическом коконе избавиться от инфекции из своей системы, а Леший, предположительно из-за его интимной связи с Геей, очевидно, не может быть постоянно повреждён вирусом зомби. Ещё одним, который избежал инфекции, является Железный Кулак, который, похоже, способен вылечить инфекцию благодаря своим целебным способностям, несмотря на то, что его дважды укусили.
В то время как навыки Доктора Друида и, по-видимому, Доктора Стрэнджа (Верховного Колдуна измерения Земли, и которого первый искал за помощью после заражения вирусом), и даже тёмная магия самого «Некрономикона», по-видимому, не могут напрямую вылечить вирус, по крайней мере, некоторые формы высокомощной внепространственной магии, такие как та, которая используется Фальтином Дормамму через мистическую Дженнифер Кейл, даже способны, по крайней мере, временно взять под контроль чуму и её сознание. Атлантическая магия Кейл в сочетании с заклинаниями «вуду» Чёрного Когтя, способна рисовать и сдерживать вирус в пределах одного подходящего хозяина, такого как Саймон Гарт. Зомбированный Хэнк Пим, когда зомби сталкиваются со Смерть и Таносом (замаскировавшимися Скруллами), выражает мнение, что сила Космического куба может отменить инфекцию. В серии Marvel Zombies 5 Морбиусу из основной вселенной Marvel, наконец, удаётся создать лекарство, объединив образцы разных версий из нескольких реальностей, ранее создав вакцину, которая, возможно, могла бы заразить и своих пользователей, как показано в случае с оборотнем. Рид Ричардс из Ultimate Marvel Universe смог одолеть зомбированную Фантастическую четверку Земли-2149, используя магию, которую он узнал от Доктора Дума. Кроме того, Мефисто доказал, что способен легко уничтожать зомби, используя свой демонический адский огонь.
Болезнь невероятно трудно остановить после распространения из-за высокой выживаемости всех зомби. Зомби, по-видимому, нуждаются только в стволе мозга, чтобы выжить, и они могут продолжать жить без какого-либо использования своих органов, конечностей и функций организма. Инфекция даже позволяет отрубленым головам без лёгких или голосовых связок продолжать речь, чтобы способствовать заражению. Это было замечено Осой и Соколиным глазом, они оба были просто отрезанными головами, которые каким-то образом всё ещё могли функционировать, другим примером был бы полковник Америка, который жил более 40 лет как мозг на земле, пока его не поместили в тело мёртвого сына Чёрной пантеры.
Заражение имеет элемент зависимости; если жертву можно изолировать от запасов пищи, в течение нескольких недель тяга исчезает, и субъект способен играть функциональную роль в обществе, пусть и с некротической плотью и частичным бессмертием. Любое дополнительное проглатывание плоти восстановит голод, хотя его снова можно преодолеть. Ещё одно интересное замечание о зависимости заключается в том, что, несмотря на отсутствие пищеварительной системы или даже большей части нижней части тела, инфицированные всё ещё испытывают голод и хотят продолжать есть.